# Michael Waldhelm
 Michael Waldhelm (* 27. Juli 1943 in Magdeburg) ist ein deutscher Politiker der CDU und ehemaliges Mitglied der Hamburgischen Bürgerschaft.

## Leben und Beruf
1949 flohen seine Eltern mit ihm aus der SBZ. Danach besuchte er in Hamburg bis 1961 die Schule. Er schloss eine Ausbildung zum Kaufmann im Reederei- und Schiffsmaklergewerbe an.
Von 1985 bis 1995 arbeitete er als Geschäftsführer der CDU-Bürgerschaftsfraktion und zusätzlich von 1987 bis 1991 als Geschäftsführer für die CDU/CSU Fraktionsvorsitzendenkonferenz. Ab 1995 war er Geschäftsführer eines Unternehmens der Immobilienbranche.

## Politik
Von 1982 bis 1997 war Michael Waldhelm Deputierter in der Finanzbehörde und war es auch 2007 wieder.
Er war Mitglied der Hamburgischen Bürgerschaft in der 16. Wahlperiode von 1997 bis 2001. Für seine Fraktion saß er im Haushaltsausschuss.
Seit 2005 ist Waldhelm als gewählter Vertreter der Bürgerschaft für die Stadt Hamburg in der Kommission für Bodenordnung. Er wurde von der CDU-Fraktion für diesen ehrenamtlichen Posten vorgeschlagen und am 22. Mai 2005 in diesen Posten von der Bürgerschaft gewählt.